# コーシー列

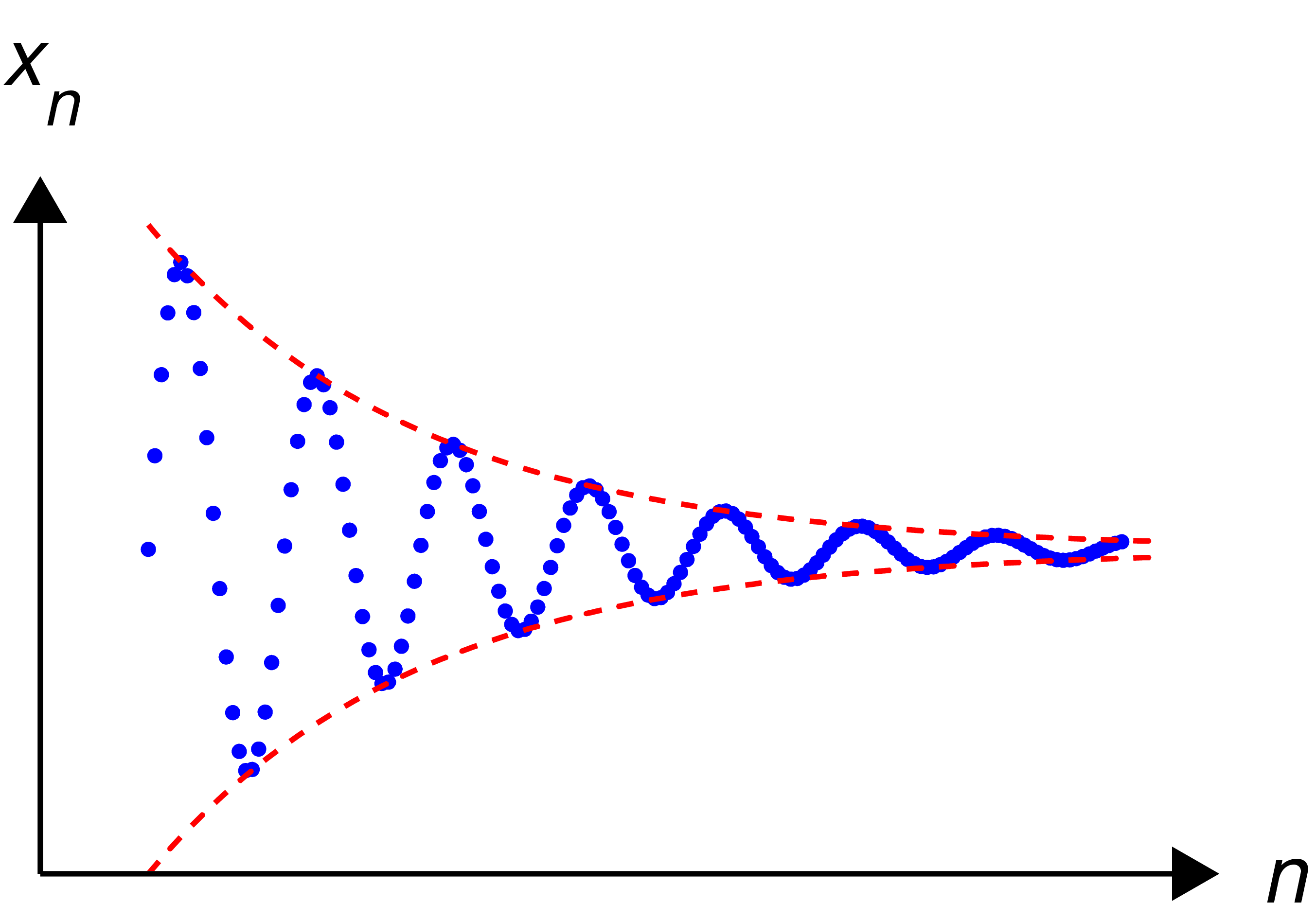
各 n に対して順番に縦軸上にプロットしたコーシー列の例。 たちは、コーシー列を成している。

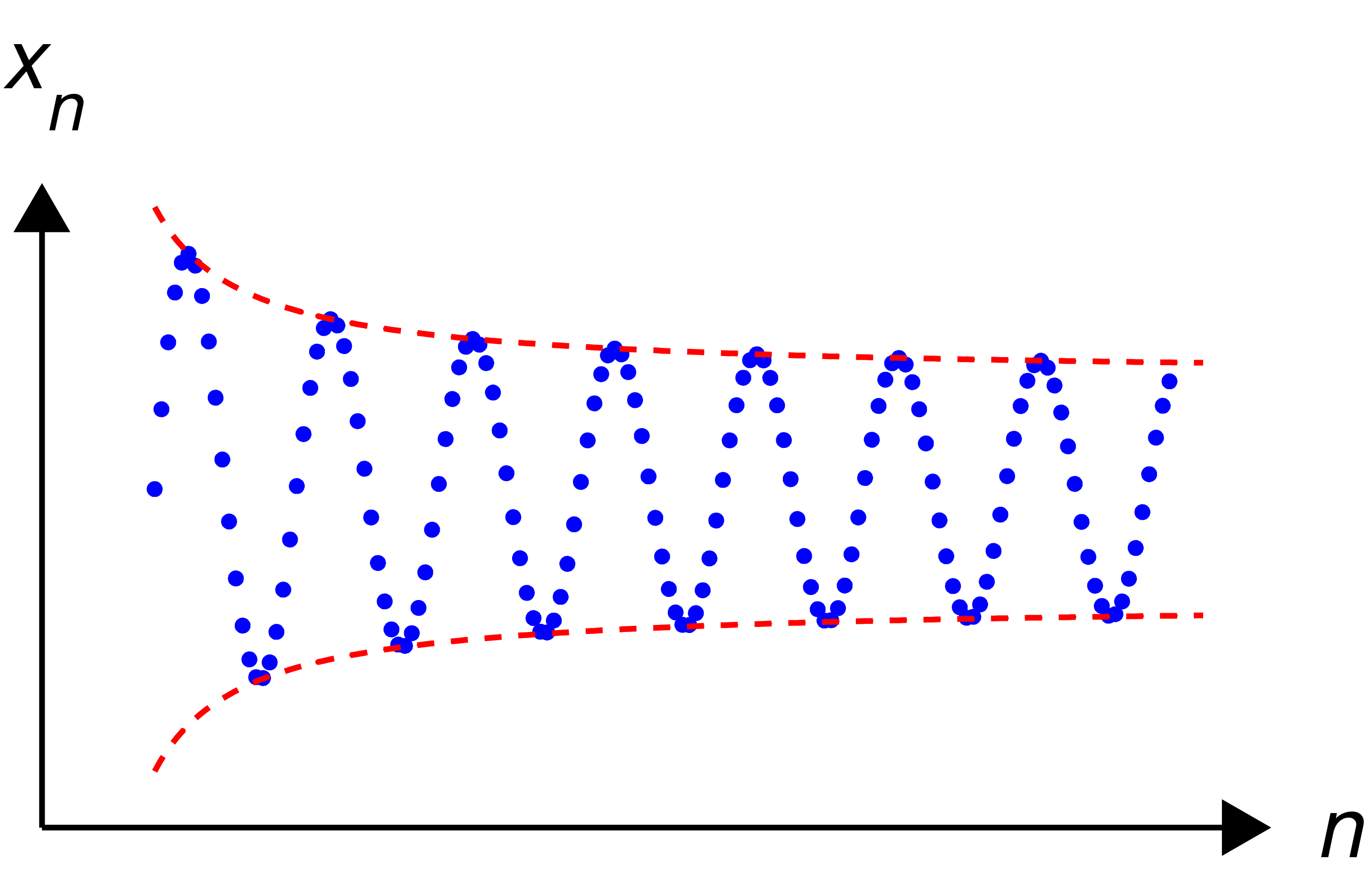
コーシー列ではない例

解析学におけるコーシー列（コーシーれつ、Cauchy sequence）は、数列などの列で、十分先の方で殆ど値が変化しなくなるものをいう。基本列（きほんれつ、fundamental sequence）、正則列（せいそくれつ、regular sequence）、自己漸近列（じこぜんきんれつ）などとも呼ばれる。実数論において最も基本となる重要な概念の一つである。

## コーシー数列
無限数列 (xn) について
{\displaystyle \lim _{n,m\to \infty }|x_{n}-x_{m}|=0}
が成り立つとき、数列 (xn) はコーシ－列である（あるいはコーシー的である、コーシー性を持つ）という。有限数列 (x1 ,x2, …, xk) は xk = xk+1 = xk+2 = … と延長することにより、コーシー列と見なせる。
(xn) がコーシー列ならば、開区間 (a, b) で、数列 (xn) の中の無限個の項を含むようなものが取れる。このような開区間は一つではなくいくらでも見つけることができて、しかもその径 |b − a| はいくらでも小さくとることができる。さらに、そのような開区間を、コーシー列の最初の有限項以外の項を全て含むようにとることができる。
同様の性質を座標平面 R2 や座標空間 R3 などの k次元座標空間 Rk あるいはそれと同等の k次元ユークリッド空間 Ek で考えることができる。形式上は上記の極限と同じことで、点列 (xn) が
{\displaystyle \lim _{n,m\to \infty }\|{\boldsymbol {x}}_{n}-{\boldsymbol {x}}_{m}\|=0}
を満たすことを、数列の場合と同じく点列がコーシー的であるなどという。これは、座標の各成分が全てコーシー数列を成すことと等価である。また、やはり数列の場合と同様に、Rk における点列 (xn) がコーシー性を持つならば、十分大きな番号 n に対応する点 xn は例外なく全て、ある非常に小さな直径を持つ k 次元球体に含まれる。複素数全体の集合 C を座標平面 R2 と同一視してガウス平面と考えれば、複素数列は平面上の点の列であり、複素空間 Ck 内のコーシー列も同様に考えることができる。
一般に、任意の収束列はコーシー列であるが、その一方で、コーシー列は完備でない空間では必ずしも(その空間内に)収束しない。
例えば、ガウス記号 [·] を用いて作った数列 {[n √2]/n}は、有理数の列（Q 内の点列）と見ることも、実数の列（R 内の点列）と見ることもできて、いずれの見方によってもコーシー数列となっているものであるが、R 内の点列と見れば √2 に収束する収束列であるのに対して、√2 は有理数ではないから有理数全体の集合 Q 内で収束することはない。

### 実数におけるコーシー列
しかし、実数の重要な性質の一つとして、実数全体の集合 R におけるどのようなコーシー列も必ず R 内に極限値を持つことが挙げられる。実数からなるどんなコーシー数列も収束列であるという事実は、歴史的な事情で「実数の連続性」と呼ばれる。

したがって、実数列あるいは実ユークリッド空間内の点列のみに関して言うならば、それが収束することとコーシー列であることは同値となる。この場合であれば、コーシー列は必ず収束するので、|xn − xm| を評価してコーシー列か判定すれば、極限値を仮定することなく収束性が判定できる。また本質的に同じことだが、級数の収束性を和を仮定せずに判定することもできる。このように実数列がコーシー性を持つか否かをその収束性の判定に用いるとき、コーシーの収束判定基準という。収束の定義に基づいて点列 (xn) の収束性を判定する場合、極限値 x を推定した上で |xn − x| を評価する必要がある。つまりこの方法で収束するかどうか調べるためには、その前に極限値が分からなければならないのであるが、コーシーの方法ならば極限値の推定は不要であるという利点がある。

## 数学史における位置付け
18世紀、オイラーらによって大きな進歩を遂げた解析学は、19世紀にはより厳密性が求められるようになった。そこでボルツァーノやコーシーらによって連続や収束がはっきりと捉えられるようになったものの、未だに実数とは何であるのか不明瞭であった。19世紀後半には実数を算術的に定義する方法が盛んに研究され、その中で現在コーシー列と呼ばれる概念を導入したのがカントールである。
カントールがこの成果を発表したのは1872年で、1821年に発表されたコーシーの収束判定法を満たす数列を用いて実数を定義しようという、当時一般的だった考え方に基づいている。このコーシーの収束判定法を満たす数列としてコーシー列が用いられ、実数はコーシー列の極限として定義された。
20世紀には、フレシェが函数空間の研究において距離を用いてコーシー列を改めて定義している。これによって、極限に関わる概念は距離とコーシー列で定義されるようになった。

## 一般のコーシー点列
一般の距離空間 (X, d) 内の点列 (xn) についても、コーシー性を定義することができる。(xn) がコーシー列であることは、差のノルムの代わりに距離関数 d を用いることによって、つまり
{\displaystyle \lim _{n,m\to \infty }d(x_{n},x_{m})=0}
を満たすことであると定義することができる。したがって、ノルム線型空間特にバナッハ空間やヒルベルト空間など、物理学などにおいても重要な応用を持つ空間で、コーシー列を考えることができる。
また、距離空間ではない位相空間でも、同様の概念を考えることができる。特に位相群や位相線型空間のような一様構造を持つ位相代数系などでは、基本近傍系を考えることによってコーシー列を構成することができる。実際、位相群 G とその単位元 1 における基本近傍系 B を考えるとき、G 内の点列 (gn) は、各基本近傍 V ∈ B に対して
{\displaystyle \lim _{n,m\to \infty }g_{m}g_{n}^{-1}\in V}
を満たすとき、コーシー列という。Rk を加法に関する位相群とみるとき、中心が原点であるような開球体の全体は、原点 0 の基本近傍系を成すので、Rk に関して、この定義と先の定義は本質的に同じものになる。

## コーシー列の収束性と空間の完備性
距離空間 (X, d) が、その任意のコーシー列が X 上に極限を持つとき完備であるといい、完備である距離空間を完備距離空間、または単に完備空間という。
“実数の連続性”は、実数全体の成す距離空間 R が完備であることを意味している。すでに述べたように、Rk や Ck などもすべて完備である。一方、有理数全体の成す集合 Q やユークリッド空間内の有理点全体 Qk などを完備でない距離空間の例として挙げることができる。

## 実数の構成
実数の構成法の一つに、完備化と呼ばれる有理コーシー列から実数を定めるものがある。
有理数 q は、常に一定値 q を値にとる数列 (q, q, q, …) と同一視して、有理数全体の成す集合 Q は、有理コーシー数列全体の集合 X に含まれるものと見なす。また、コーシー列に、項同士の四則演算をもとに四則演算を定義することができ、これは有理数同士の四則演算と両立している。特に、X は (0, 0, 0, …) を零元、(1, 1, 1, …) を単位元とする環である。ここで、(xn) − (ym) が 0 に収束するという関係 ∼ は同値関係になる。この同値関係 ∼ で割った商環 X/∼ は、同型の違いを除いて一意的に決まる。この X/∼ を R と書き、実数体とよぶ。
X の元 (xn) に対して、その極限を標準射影によって
{\displaystyle \lim _{n\to \infty }x_{n}:=[(x_{n})_{n\in \mathbb {N} }]\in X/\sim }
と定める。もし、(xn) が通常の意味で有理数値の極限 r を持つならば、有理数列 (xn − r) は 0 に収束するので、ここで定義した極限は通常の意味の極限と両立している。
コーシー列同士の四則演算の極限は、演算を行う列のとり方によらずそれらの列の極限のみから定まるので、X/∼ における距離を自然に定めることができる。
今、任意の実数のコーシー列
{\displaystyle (x_{n})_{n\in \mathbb {N} }}
に対して、有理数列
{\displaystyle (y_{n})_{n\in \mathbb {N} }}
で、任意の n について |xn − yn| < 1/n となるものをとることができる。この有理数列 (yn) は
{\displaystyle |y_{i}-y_{j}|<|x_{i}-x_{j}|+{\frac {1}{i}}+{\frac {1}{j}}\rightarrow 0\quad (i,j\rightarrow \infty )}
であるので、コーシー列である。
このため、(yn) は R 内に極限値 z を持ち、実数列 (xn − z) は 0 に収束する。よって、実数のコーシー列 (xn) は実数 z に収束する。
このことから、R の任意のコーシー列は収束する、すなわち R が完備であることが分かる。

## コーシーフィルターとコーシーネット
距離空間を一般化した空間である一様空間上でもコーシー列に対応するものを以下のように定義できる。
一様空間 {\displaystyle X} 上のフィルター {\displaystyle F} がコーシーフィルターであるとは、任意の近縁 {\displaystyle \mathbf {U} } に対しある {\displaystyle F} の元 {\displaystyle C} が存在して {\displaystyle C\times C\subseteq \mathbf {U} } となることをいう。
一様空間 {\displaystyle X} 上の有向点列（ネット）{\displaystyle \{x_{\lambda }\}_{\lambda \in \Lambda }} がコーシーネットであるとは、任意の近縁 {\displaystyle \mathbf {U} } に対し ある {\displaystyle \Lambda } の元 {\displaystyle \lambda } が存在して、任意の {\displaystyle \mu ,\nu \geq \lambda } に対し {\displaystyle (\mu ,\nu )\in \mathbf {U} } となることをいう。
コーシーフィルターとコーシーネットは本質的に同じ概念である。